# Sovjak (Sveti Jurij ob Ščavnici, Slovenija)
Sovjak je naselje u slovenskoj Općini Svetom Juriju ob Ščavnici. Sovjak se nalazi u pokrajini Štajerskoj i statističkoj regiji Pomurju. 

## Stanovništvo
Prema popisu stanovništva iz 2002. godine naselje je imalo 292 stanovnika.